# Monecphora longitudinalis
Monecphora longitudinalis är en insektsart som beskrevs av Victor Lallemand 1924. Monecphora longitudinalis ingår i släktet Monecphora och familjen spottstritar. Inga underarter finns listade i Catalogue of Life.